# Justin Yifu Lin
Justin Yifu Lin (Taiwan, 15 d'octubre de 1952) és un economista xinès.
Yifyu Lin és un antic oficial militar taiwanès que va migrar a la Xina continental el 1979. Allà, va estudiar economia a la Universitat de Pequín i posteriorment es va doctorar a la Universitat de Chicago. Un cop doctorat, va retornar a Pequín, on va esdevenir professor a la Universitat de Pequín i on va fundar el Centre Xinès per la Recerca Econòmica (llavor del que més endavant seria l'Escola Nacional de Desenvolupament). Entre 2008 i 2012 va ser l'economiscta en cap i Vicepresident del Banc Mundial. Des de llavors, continua treballant a la Universitat de Pequín.
El seu camp de treball acadèmic es coneix com a New Structural Econòmics. El 2009 va rebre un doctorat honorífic a Fordham i el 2010 es va incorporar com a Fellow a la British Academy.

## Publicacions destacades
- Lin, Justin Yifu, Fang Cai, and Zhou Li. ''The China Miracle: Development Strategy and Economic Reform''. Hong Kong: Chinese University Press, 2003.

- Lin, Justin Yifu. ''Demystifying the Chinese Economy''. Cambridge: Cambridge University Press, 2011.

- Lin, Justin Yifu. ''The Quest for Prosperity: How Developing Economies Can Take Off.'' Princeton, NJ: Princeton University Press, 2012.

- Lin, Justin Yifu. ''New structural economics: A framework for rethinking development and policy.'' The World Bank, 2012.